# Achille Patitucci
Achille Patitucci, noto anche con lo pseudonimo di Pat (Milano, 1903 – 1967), è stato un giornalista e illustratore italiano.

## Biografia
Giornalista ed illustratore, esercitò la sua professione al Corriere della Sera, a Intrepido e alla Domenica del Corriere per oltre tre lustri. Lo scrittore Dino Buzzati gli riconosceva una capacità particolare nel rappresentare realtà non documentabili o difficili da descrivere. Morì prematuramente a seguito di un incidente stradale.

## Opere
- Felix Salten, Bambi: la vita di un capriolo, illustrato da Achille Patitucci, Garzanti, Milano, 1944
- Tancredi Vallerey, I banditi dell'aria, illustrato da Achille Patitucci, Chiantore, Torino, 1950
- (a cura di Gianni Carosso e Achille Patitucci), La giostra dei sette savi: enciclopedia dei ragazzi, ed. Principato, Milano, 1951
- Piante di Milano: 1900-1966

## Premi
- vince il Premio Saint-Vincent per il giornalismo nel 1952
- vince il Premiolino nel 1960 per i grafici illustrativi di avvenimenti di cronaca[2]